# Fujiwara no Kenshi
Titre
Impératrice consort du Japon
Fujiwara no Kenshi (藤原 妍子, 994 – 16 octobre 1027), aussi connue sous le nom Biwadono-Kōtaigō (枇杷殿皇太后), est une impératrice consort de l'empereur Sanjō du Japon. Elle est la deuxième fille de Fujiwara no Michinaga et la mère de la princesse Teishi.
Descendance :
- Princesse impériale Teishi (prononciation véritable inconnue) (禎子内親王) (impératrice douairière Yōmei-mon In, 陽明門院) (1013–1094), consort (kōgō) de l'empereur Go-Suzaku, mère de l'empereur Go-Sanjō

## Source de la traduction
- (en) Cet article est partiellement ou en totalité issu de l’article de Wikipédia en anglais intitulé « Fujiwara no Kenshi » (voir la liste des auteurs).